# Уланбельський сільський округ
Уланбе́льський сільський округ (каз. Ұланбел ауылдық округі, рос. Уланбелский сельский округ) — адміністративна одиниця у складі Мойинкумського району Жамбильської області Казахстану. Адміністративний центр та єдиний населений пункт — село Уланбель.
Населення — 969 осіб (2021; 1120 у 2009, 1761 у 1999, 2897 у 1989).
Станом на 1989 рік існували Сакрамінська сільська рада (село Малі Камкали) та Уланбельська сільська рада (село Уланбель), з 1993 року — Малокамкалинська сільська адміністрація та Уланбельський сільський округ. 1997 року Маликамкалинська сільська адміністрація приєднана до складу Уланбельського сільського округу. Село Малі Камкали було ліквідовано 2019 року. 2019 року до складу округу було включено 0,36 км² земель державного земельного фонду.

## Склад
До складу округу входять такі населені пункти:
| Населений пункт    | Старі назви | Населення, осіб (1989) | Населення, осіб (1999) | Населення, осіб (2009) | Населення, осіб (2021) |
| ------------------ | ----------- | ---------------------- | ---------------------- | ---------------------- | ---------------------- |
| Малі Камкали, село | -           | 1127                   | 306                    | 73                     | -                      |
| Уланбель, село     | -           | 1770                   | 1455                   | 1047                   | 969                    |